# G.G.F.H.
G.G.F.H. (Global Genocide Forget Heaven) er et industrial musik-band fra Oakland. Bandets musiske inspirationer stammer fra sangteksternes koncepter som død, mord, religion, stofmisbrug, voldtægt, sex og sindssyge.

## Diskografi
- Eclipse, 1991
- Reality, 1992
- Disease, 1993
- Halloween, 1994
- Welcome to the Process/Too Much Punch, 1994
- The Very Beast of GGFH Vol. 1, 2001
- Serrated Smile, 2005
- Bunnies Rule (live), 2008